# Illice minuta
Illice minuta är en fjärilsart som beskrevs av Butler 1877. Illice minuta ingår i släktet Illice och familjen björnspinnare. Inga underarter finns listade i Catalogue of Life.